# L'Albiol
|  | Aquest article tracta sobre el municipi del Baix Camp. Vegeu-ne altres significats a «Albiol». |

L'Albiol (del llatí alveolus, diminutiu d'alveus, 'conca') és un municipi de la comarca del Baix Camp. Limita al nord-est amb Alcover, al nord amb Mont-ral, a l'oest amb Vilaplana, al sud-oest amb l'Aleixar i al sud amb la Selva del Camp.

## Geografia
- Llista de topònims de l'Albiol (Orografia: muntanyes, serres, collades, indrets..; hidrografia: rius, fonts...; edificis: cases, masies, esglésies, etc).

El terme es divideix en tres parts:
- La Vall de Recaç o Vall de Samuntà, amb el barranc de l'Albiol afluent dretà del riu de la Glorieta.
- La Vall de Bonretorn, amb el barranc o torrent de les Voltes.
- La Vall de la Selva, amb la riera de la Selva.

L'altitud del terme oscil·la entre 230 i 985 metres. El terme té unes 800 hectàrees de bosc, sobretot pins, i 400 de garriga i erm.

## Agricultura
El principal cultiu és l'avellana (460 hectàrees), i després l'olivera, la vinya i els cereals. L'agricultura es concentra a la Vall de Bonretorn, a la part baixa de la Vall de la Selva, i en alguns planells aïllats. La part alta del terme municipal és ocupada per bosc.

## Església i ermita
L'església parroquial de Sant Miquel està datada a la seva portalada de 1791, tot i que té una sepultura de 1766. És d'una nau única amb capelles obertes entre els contraforts. El seu altar major, procedent segons la tradició del convent de Sant Francesc de Reus, va desaparèixer i té ara una talla policromada de Sant Miquel del segle xviii.
L'ermita de la Mare de Déu de les Virtuts, que feia de lloc de reunió de la batllia de Samuntà, es troba al terme d'Alcover, però pertany a la parròquia de l'Albiol. Actualment està enrunada.
Al seu terme hi ha també l'ermita del Mas de l'Anguera, a l'antic camí de Reus a Prades, dedicada a la Immaculada Concepció.

## Història
| Entitat de població  | Habitants (2023) |
| les Masies Catalanes | 451              |
| l'Albiol             | 78               |
| Bonretorn            | 1                |
| Font: Idescat        |                  |

És possible que una fortificació sarraïna en aquest lloc fos conquerida, després de la batalla del coll ara conegut com a Coll de la Batalla, per Guillem de Claramunt, al començament del segle xii, i arrasada.
El 1128 apareix un Guerau de l'Albiol company de Robert d'Aguiló. El 25 de juny de 1158 el comte Ramon Berenguer IV va cedir el lloc, part de la batllia de Siurana, a Joan de Martorell, en franc alou, per repoblar-lo i fortificar-lo. Martorell va entrar a la canònica de Tarragona i va cedir els seus drets al bisbe de Tarragona Hug de Cervelló el 1164 que la va cedir a Guerau d'Avinyó, que es creu que llavors es va dir Guerau de l'Albiol; el 1167 n'era senyor Guerau Dalmau, potser el mateix Guerau d'Avinyó, i el castell ja estava bastit. L'arquebisbe va comprar els drets reials el 1187. El 1194 la senyoria era dels canonges i el 1198 la reina vídua na Sança en va reconèixer la possessió plena a l'església, passant definitivament al Camp. Entre el 1195 i el 1209 Dalmau de l'Albiol, hereu de Dalmau d'Avinyó, i la seva muller Berenguera, van vendre els drets al paborde de Tarragona, Ramon de Sant Llorenç, amb diners deixats pel comú de la Selva; el següent paborde Ferrer Pallarès, va cedir els emprius, llenyes, aigües, menes i pedres del terme als selvatans (1248). El 1223 es va establir una devesa a Bonretorn (els pobladors de l'Albiol ja en tenien una per carta del 1167). El poble es va començar a configurar al segle xv aglutinant població esparsa de masos o cases, però el 1584 encara és descrit pel rector com un gran terme ple de masies escampades. L'explotació d'unes mines d'argent a Bonretorn està documentada fins a 1396; el 1495 s'esmenta un Mas de la Fusina, lligat a una indústria d'aiguardent.
El 1410 en extingir-se la pabordia, el terme fou cedit al canonge cambrer, que també era senyor de Reus. Apareixen jurats documentats des del 1494 i un batlle des del 1584. En aquests anys l'activitat principal era la ramaderia, però al segle xv es va introduir l'avellaner.
El 1646, durant la Guerra dels Segadors, les autoritats castellanes van obligar a desmantellar el castell, feina que van fer els selvatans el 1654.
Extinta la cambreria, la senyoria va passar a l'arquebisbe. El nucli modern es va bastir després de l'enderrocament del castell. La rectoria fou construïda al segle xviii. El 1830 tenia 264 habitants i va pujar a 386 el 1842, després va caure (287 el 1857 després de perdre part del terme) i va tornar a pujar (319 el 1897). El 1837 es va incorporar al terme el de Samuntà, a la vall de Rascaç, que pertanyia al comtat de Prades; el 1854 una part del terme, justament les terres més planes i riques, van ser incorporades a La Selva del Camp, Alcover, L'Aleixar, Almoster i Castellvell del Camp.
El 3 de setembre de 1873 durant la darrera guerra carlina, els liberals de Reus van intentar atrapar el cap carlí Cercós, però aquest els va derrotar. Els liberals es van anar a refugiar al fort de La Selva mentre que els seus ferits eren cosits a trets pels carlins.
Del castell en queden restes de la muralla, amb algunes torres mig caigudes, i s'endevinen les edificacions centrals.

## Demografia
| 1497 f | 1515 f | 1553 f | 1717 | 1787 | 1857 | 1877 | 1887 | 1900 | 1910 |
| ------ | ------ | ------ | ---- | ---- | ---- | ---- | ---- | ---- | ---- |
| 12     | 15     | 18     | 256  | 363  | 287  | 282  | 291  | 277  | 318  |

| 1920 | 1930 | 1940 | 1950 | 1960 | 1970 | 1981 | 1990 | 1992 | 1994 |
| ---- | ---- | ---- | ---- | ---- | ---- | ---- | ---- | ---- | ---- |
| 259  | 220  | 233  | 147  | 109  | 79   | 76   | 110  | 114  | 114  |

| 1996 | 1998 | 2000 | 2002 | 2004 | 2006 | 2008 | 2010 | 2012 | 2014 |
| ---- | ---- | ---- | ---- | ---- | ---- | ---- | ---- | ---- | ---- |
| 144  | 144  | 175  | 214  | 288  | 348  | 415  | 418  | 459  | 458  |

| 2016 | 2018 | 2020 | 2022 | 2024 | 2026 | 2028 | 2030 | 2032 | 2034 |
| ---- | ---- | ---- | ---- | ---- | ---- | ---- | ---- | ---- | ---- |
| 459  | 464  | 500  | 528  | 537  | -    | -    | -    | -    | -    |

La població era de 277 habitants el 1900 i 318 el 1910, però al començament de la Guerra Civil era només de 208. El 1975 va arribar al mínim de 74 habitants (76 el 1981) per anar pujant fins als poc més de 450 habitants actuals.

## Política
Nombre de regidors per partit
| Junts                                       | -  | -  | - | - | - | - | - | - | - | - | 3 | - |
| PSC                                         | -  | -  | 0 | 0 | 0 | 0 | 4 | 6 | 4 | 1 | 1 | 3 |
| PP                                          | -  | -  | - | - | - | 0 | 0 | 0 | 0 | 0 | - | - |
| ERC                                         | -  | -  | - | - | - | - | - | 0 | - | 3 | 3 | 4 |
| ECP                                         | -  | -  | - | - | - | - | - | - | - | - | - | 0 |
| CiU                                         | -  | -  | 5 | 5 | 5 | 5 | 1 | 1 | 3 | 3 | - | - |
| UCD                                         | 5  | -  | - | - | - | - | - | - | - | - | - | - |
| Altres                                      | 0a | 5b | - | - | - | - | - | - | - | - | - | - |
| Total                                       | 5  | 5  | 5 | 5 | 5 | 5 | 5 | 7 | 7 | 7 | 7 | 7 |
| a PTC; b Agrupación de vecinos de l'Albiol; |    |    |   |   |   |   |   |   |   |   |   |   |